# Самба (бразильський танець)

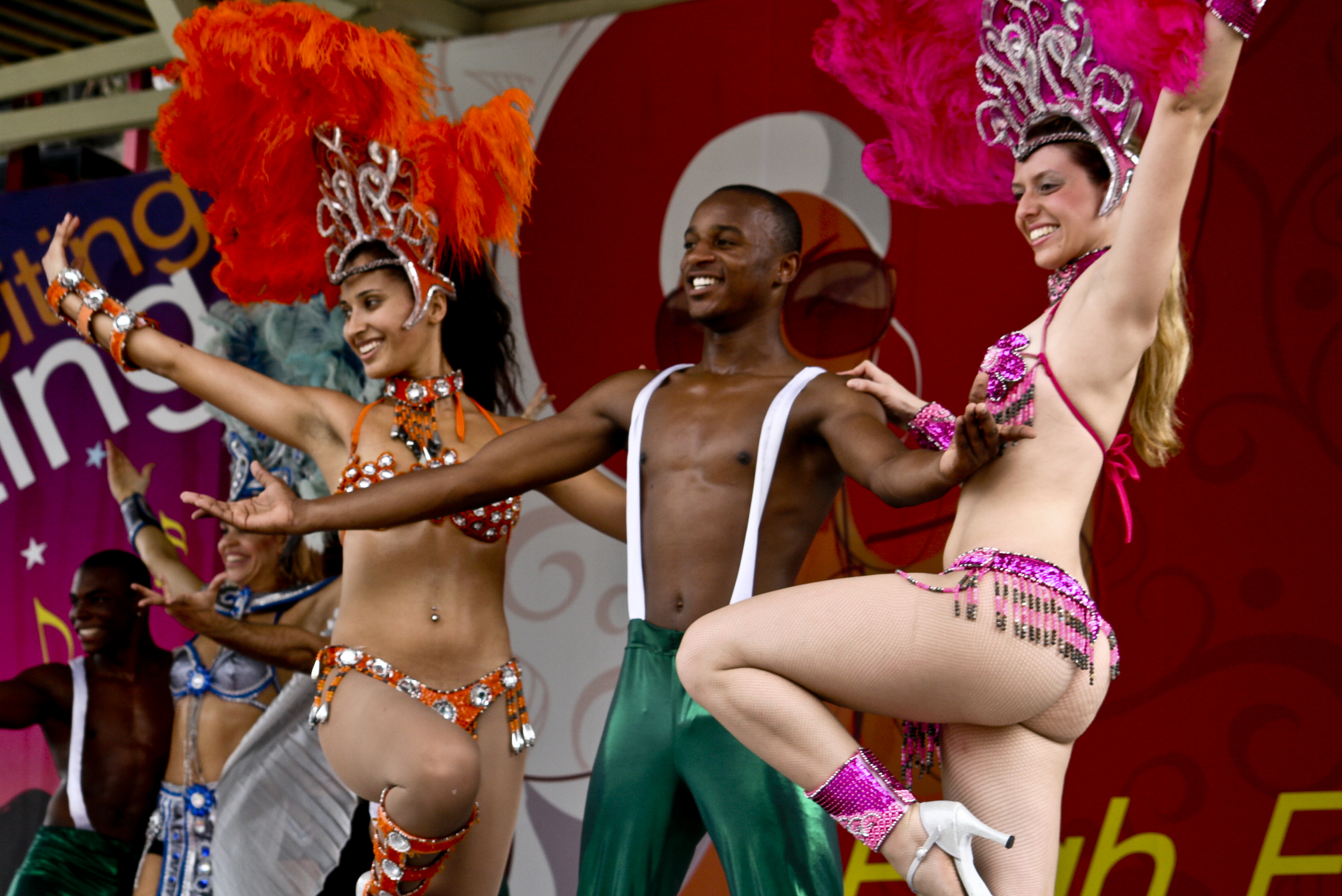
Самба бразильського гурту на гастролях

Самба (порт. Samba) — жвавий ритмічний танець бразильського походження на ритм 2/4, що танцюється під музику стилю самба. Проте, на чотири такти здійснюється 3 кроки, що робить самбу танцем з ритмом 3/4.
Танець під ритм самби з'явився в Бразилії на початку 19 століття. Фактично під визначення самби в Бразилії підпадає не один танець, а цілий їх набір, причому жоден танець не може вважатися «справжньою» або «оригінальною» самбою.
Ще одної гілкою самби є його варіант, що був створений під впливою першого бразильського бального танцю машіші на початку 20 століття і далі розвивався переважно в Європі — бальна самба, що дуже сильно відрізняється від бразильського танцю.
|  | Це незавершена стаття про танець. Ви можете допомогти проєкту, виправивши або дописавши її. |